# Witzend
Witzend est un comics créé et édité par Wally Wood en 1966. Refusant de se soumettre au Comics Code, Wood fait de cette anthologie un recueil d'histoires destinées à un public plus adulte que celui des comics publiés par les grandes maisons d'édition. De très nombreux artistes participent à ce projet qui s'achève en 1985 après 13 numéros.

## Historique
En 1966, le monde des comics est dominée par des éditeurs grands publics dont les titres sont soumis à la censure du comics code. Dans ce système, les auteurs sont dépossédées de leurs créations qui appartiennent à l'éditeur et sont rarement rémunérés à la hauteur de leurs attentes. D'un autre côté, les comics underground n'en sont encore qu'à leurs balbutiements mais un marché des fanzines commence à voir le jour. Wally Wood, lassé du manque de considération des éditeurs, décide d'éditer un fanzine de bandes dessinées. Pour le composer il appelle plusieurs artistes importants. Ceux-ci gardent la propriété de leurs créations et ont la promesse qu'ils ont une totale liberté. Dans le premier numéro se trouvent, à côté de Wally Wood, Al Williamson, Jack Gaughan, Frank Frazetta, Reed Crandall, Steve Ditko, Gil Kane, Jack Kirby, Ralph Reese, Roy G. Krenkel et Angelo Torres. Wood édite ce comics durant quatre numéros avant de le vendre à Bill Pearson qui prolonge l'aventure jusqu'en 1985. Les 13 numéros de Witzend présenteront les travaux d'Harvey Kurtzman,  Jim Steranko, Bernie Wrightson, Don Martin, Mike Zeck, Art Spiegelman, Howard Chaykin, Jeff Jones, Vaughn Bode, Archie Goodwin, etc,.